# بلا لوگوسی
بلا لوگُشی یا بلا لوگوسی (مجاری: Lugosi Béla، نام تولد: Blaskó Béla Ferenc Dezső، زاده ۲۰ اکتبر ۱۸۸۲ – درگذشته ۱۶ اوت ۱۹۵۶) یک بازیگر مجاری-آمریکایی بود. بیشتر شهرتِ وی بخاطر بازی در نقش کنت دراکولا در دراکولا و چند فیلم ترسناک دیگر است.

## زندگی‌نامه
لوگُشی جوانترین فرزند از میانِ چهار فرزندِ پائولا ووینیچ و ایشتوان بلاشکو در لوگُش (پادشاهی مجارستان) یا لوگوژ، رومانی کنونی زاده شد. وی بعداً نام خانوادگی خود را به نام زادگاهش تغییر داد.

## بخشی از فیلم‌شناسی
- ۹۹
- دراکولا
- پلنگ
- کلاغ سیاه
- مجسمه نیم‌تنه یانوس
- سرهنگ
- آدم‌کشی‌های کوچه بزرگ
- جمعه سیاه
- هیپنوتیزم
- نینوتچکا
- مرد گرگ‌نما
- گوریل
- پسر فرانکشتاین

## یادداشت
1. ↑  در مجلات فیلم ایرانی از او با نام لوگوسی نیز یاد شده‌است.